# Blue-Sky Research
Blue-Sky Research es el tercer álbum de estudio de la banda de metal alternativo Taproot. El vocalista de The Smashing Pumpkins, Billy Corgan coescribió tres canciones en el álbum. El guitarrista de Deftones, Stephen Carpenter y Jonás Matranga del Far y Onelinedrawing hacen apariciones especiales. La banda escribió más de 80 canciones para el esfuerzo. "Calling" fue lanzado como el primer sencillo y fue un éxito moderado, mientras que el segundo sencillo, "Birthday", siguió en silencio. Es el último álbum de Taproot con Atlantic Records, ya que ambas partes han decidido separarse. Tiene una, más suave, la melodía alternativa más diferente de los dos primeros álbumes. El álbum ha vendido más de 140 000 copias en los EE. UU., a pesar de poco apoyo etiqueta.

## Lista de canciones
Todas las canciones escritas y compuestas por Jarrod Montague, Mike DeWolf, Philip Lipscomb y Stephen Richards.. 
| N.º | Título                           | Duración |  |
| 1.  | «I Will Not Fall for You»        | 3:01     |  |
| 2.  | «Violent Seas» (B. Corgan)       | 3:45     |  |
| 3.  | «Birthday» (B. Marlette)         | 4:29     |  |
| 4.  | «Facepeeler»                     | 4:49     |  |
| 5.  | «Calling» (J. Matranga)          | 3:53     |  |
| 6.  | «Forever Endeavor» (B. Marlette) | 4:04     |  |
| 7.  | «April Suits»                    | 3:27     |  |
| 8.  | «Lost in the Woods» (B. Corgan)  | 4:14     |  |
| 9.  | «So Eager»                       | 4:00     |  |
| 10. | «She» (B. Marlette)              | 3:25     |  |
| 11. | «Promise» (B. Corgan)            | 3:35     |  |
| 12. | «Nightmare»                      | 4:02     |  |
| 13. | «Blue-Sky Research/What's Left»  | 4:42     |  |

## Puesto
Álbum - Billboard (North America)
| Año  | Chart             | Posición |
| ---- | ----------------- | -------- |
| 2005 | The Billboard 200 | #33      |

Singles - Billboard (North America)
| Año  | Sencillo   | Chart                  | Posición |
| ---- | ---------- | ---------------------- | -------- |
| 2005 | "Calling"  | Mainstream Rock Tracks | #11      |
| 2005 | "Calling"  | Modern Rock Tracks     | #23      |
| 2005 | "Birthday" | Mainstream Rock Tracks | #39      |